# Frank Lampard
Frank James Lampard OBE, més conegut com a Frank Lampard (Londres, Anglaterra, Regne Unit, 20 de juny de 1978), és un exfutbolista britànic i actualment entrenador. Com a jugador, ocupava la posició de migcampista, i és conegut mundialment per haver defensat durant gairebé 15 anys la samarreta del Chelsea FC, amb qui va disputar més de 500 partits. Actualment és l'entrenador del Coventry City Football Club.
Va començar a jugar al West Ham United, club on va jugar el seu pare, Frank Lampard Senior. Al costat de Joe Cole, Lampard va ajudar el West Ham United a finalitzar a la cinquena posició en la temporada 1998-99. A la següent temporada Lampard va fer 14 gols en totes les competicions que va disputar el seu club. Lampard va ser fitxat pel Chelsea el 2001 per 11 milions de lliures esterlines.
Després de debutar amb el Chelsea FC el 19 d'agost de 2001, entre el 13 d'octubre de 2001 i el 28 des 2005 va disputar 164 partits de lliga de forma consecutiva, el que en aquell moment suposava un nou rècord. Es va convertir en un golejador prolífic al Chelsea i va obtenir els seus primers títols nacionals en 2005: la Premier League i la Football League Cup, Lampard va aconseguir més títols sota les ordres de José Mourinho: la Premier League i un doblet el 2007 (Football League Cup i FA Cup). Lampard va renovar el seu contracte amb el Chelsea el 2008 i va esdevenir el futbolista més ben pagat de la Premier League. Lampard va aconseguir per primera vegada una final de Lliga de Campions aquest mateix any, on va marcar el gol que li va donar l'empat al Chelsea contra el Manchester United FC, però, el Chelsea va caure derrotat en la tanda de penals. El 2009, va aconseguir la seva segona FA Cup, on va marcar el gol de la victòria a la final, i el 2010, Lampard va aconseguir la seva tercera Premier League i la seva tercera FA Cup.
Lampard ha estat elegit Jugador de l'Any al Chelsea per l'afició en 3 ocasions i és el tercer màxim golejador del club amb 158 gols en totes les competicions, incloent 106 gols a la lliga, sent la major quantitat de gols fets per un migcampista en la història del club. També és el migcampista amb major quantitat de gols marcats en la Premier League, amb 130, i el segon amb major quantitat d'assistències en la lliga, amb 82. Lampard també mitjana 1400 passades completes i 10 o més assistències per temporada. El 2005, va ser guardonat amb el Premi PFA al Jugador Triat per l'Afició i amb el Premi FWA al Jugador de l'Any, així com d'haver estat elegit segon millor Jugador Mundial de la FIFA i haver estat guardonat amb la Pilota de Plata. El 23 de desembre de 2009, Lampard va ser elegit el Jugador de la Dècada a la Premier League d'acord amb les seves estadístiques.

## Biografia

### West Ham United
Lampard es va unir al West Ham United quan el seu pare era l'assistent de l'entrenador, entrant com a aprenent a l'equip juvenil el 1994 i signant un contracte professional l'any següent. Va ser cedit en préstec al Swansea City a l'octubre de 1995, debutant a la victòria del seu equip per 2-0 sobre el Bradford City i fent el seu primer gol amb aquest equip en un partit contra el Brighton & Hove Albion. Lampard va disputar 9 trobades amb el Swansea City abans de tornar al West Ham United el gener de 1996, debutant amb aquest equip en un partit contra el Coventry City FC al final d'aquest mateix mes. No obstant això, va passar la resta de la temporada a l'equip de reserves.
A l'any següent, Lampard va patir una fractura en la seva cama durant una trobada contra l'Aston Villa que va posar fi prematurament a la seva participació en la temporada 1996-97, on va acumular 13 aparicions. El jugador va haver d'esperar fins a la temporada 1997-98 per fer el seu primer gol amb el West Ham en una trobada contra el Barnsley FC Lampard va esdevenir titular de l'equip en la temporada 1998-99, apareixent en totes les trobades i ajudant que el seu equip culminés a la cinquena posició en aquella temporada de la Premier League, de manera que es va classificar per a la Copa Intertoto. La temporada 1999-00 Lampard va acabar com el tercer màxim golejador de l'equip amb un total de 14 gols. En aquesta mateixa temporada va fer els seus primers gols en competició europea, concretament a la Copa Intertoto i la Copa de la UEFA. Després que el seu company d'equip Rio Ferdinand fos traspassat al Leeds United FC el 2001, i que el seu pare i el seu oncle, Harry Redknapp, sortissin de l'equip, Lampard va abandonar el West Ham United per anar-se'n al Chelsea per 11 milions de lliures esterlines.

### Chelsea FC
El debut de Lampard amb el Chelsea FC a la Premier League va tenir lloc el 19 d'agost de 2001 en un empat a 1-1 entre el Chelsea i el Newcastle United. La seva primera targeta vermella la va rebre en una trobada contra el Tottenham Hotspur FC el 16 de setembre d'aquest mateix any. Lampard va marcar un total de 7 gols durant la seva primera temporada al Chelsea. La temporada 2001-02, va disputar tots els partits amb el Chelsea i va marcar 8 gols. La temporada següent, 2002-03, va marcar el gol que li donaria la victòria el Chelsea sobre el Charlton Athletic en la primera trobada de la temporada.
La temporada 2003-04, va marcar 10 gols a la Premier League per primera vegada en la seva carrera, a més de 4 gols en 14 partits de la Lliga de Campions de la UEFA, arribant fins a les semifinals de la competició, on es van enfrontar a l'AS Monaco, davant del qual Lampard va marcar en el partit de tornada, encara que no va ser suficient, ja que el Monaco va classificar a la següent ronda amb un marcador global de 5-3. Lampard va disputar els 38 partits de la lliga en la temporada 2004 -05 per tercera vegada consecutiva. Acumular 13 gols a la Premier League i 19 en totes les competicions en les quals va participar, sent a més el jugador amb més assistències de gol de la temporada, amb 16. Va aconseguir un gol de 25 metres davant el Crystal Palace FC, on el Chelsea es va imposar per 2-1. També va marcar un doblet en la victòria 2-0 sobre el Bolton Wanderers, que significaria el títol de la Premier League. Va guanyar el primer títol important de la seva carrera quan el Chelsea es va erigir com a campió de la Premier League 50 anys després el seu últim títol en aquesta competició, amb una diferència de 12 punts sobre l'equip que es va classificar en segon lloc. Al final de la temporada, Lampard va ser elegit com el Jugador Barclays de la Temporada. En els quarts de final de la Lliga de Campions de la UEFA, va marcar 3 gols en els dos partits de la sèrie davant el Bayern de Múnic, classificant al seu equip a les semifinals amb un marcador global de 5-3; seu segon gol en el partit d'anada va ser elegit com el millor de la sèrie, després de controlar un passi creuat de Claude Makélélé amb el peu dret, es va girar i amb el seu peu esquerre va enviar la pilota al segon pal amb una mitjana volea; i encara que van ser eliminats en les semifinals pel Liverpool FC, el Chelsea va aconseguir consagrar-se campió de la Football League Cup precisament davant del mateix equip, on marcaria 2 gols en 6 partits, incloent un gol davant el Manchester United a les semifinals, on el Chelsea es va imposar 2-1. El 2005, va aconseguir el seu primer guardó individual en ser guanyador del premi al Jugador de la Temporada de la Premier League. A més, Johan Cruyff es va referir a ell com "el millor migcampista d'Europa".
Lampard va fer els seus primers 16 gols a la Premier League durant la temporada 2005-06. Al setembre de 2005, va ser inclòs per primera vegada en l'Equip de l'any FIFApro. Aquella temporada va obtenir el rècord de més aparicions consecutives en la lliga, en acumular 164 aparicions -5 més que l'anterior posseïdor del rècord David James, el qual va acabar el 28 de desembre de 2005, quan es va absentar de la trobada entre el Chelsea i el Manchester City a causa d'una malaltia. La ratxa va començar el 13 d'octubre de 2001, en la seva primera temporada amb el club, encara que posteriorment va ser superada. El 2005, va ser elegit segon millor Jugador Mundial de la FIFA i va ser guardonat amb la Pilota de Plata, sent superat en les dues distincions per Ronaldinho. Va realitzar un doblet davant el Blackburn Rovers en la victòria del Chelsea per 4-1, incloent un tir lliure de 25 metres. Després del partit, José Mourinho es va referir a ell com el "millor jugador del món". Chelsea va aconseguir el seu segon títol de Premier League, on Lampard va ser el golejador del Chelsea amb 16 gols. En la fase de grups de la Lliga de Campions, va marcar un gol de tir lliure davant del RSC Anderlecht. Chelsea es va classificar als vuitens, on van ser eliminats pel FC Barcelona.
A causa d'una lesió d'esquena del capità de l'equip John Terry, Lampard va ocupar el lloc de capità de l'equip durant gran part de la temporada 2006-07. En aquesta temporada, va gaudir d'una ratxa de 7 gols en 8 partits i va marcar el seu gol número 77 amb el Chelsea a la victòria del seu equip 3-2 sobre el Everton FC, el 17 de desembre de 2006, superant a Dennis Wise com el migcampista que havia marcat més gols amb el Chelsea. A la fase de grups de la Lliga de Campions, va marcar un gol des d'un angle molt estret davant el Barça al Camp Nou, encara que el partit va acabar en un empat a 2-2. Acumular 21 punts en tota la temporada i va aconseguir superar un rècord personal, en marcar 6 gols a la FA Cup en una mateixa temporada -havia marcat 5 gols en les seves primeres cinc temporades amb el Chelsea. Va marcar el seu primer triplet amb el Chelsea el 6 de gener de 2007 a una trobada de FA Cup davant del Macclesfield Town. Va marcar 2 gols en els quarts de final de la FA Cup contra el Tottenham Hotspur que van ajudar que el seu equip es classifiqués per a les semifinals gràcies a un marcador global de 3-1. Lampard va ser triat el Millor Jugador de la Ronda. Després jugar la final de la FA Cup, on el Chelsea es va proclamar campió en derrotar el Manchester United per 1-0, Lampard va declarar en una entrevista que volia quedar-se al club "per sempre".
La temporada 2007-08 va estar plena de lesions per Lampard. De 38 trobades de Premier League possibles, només va disputar 24, sent la temporada amb menys aparicions seves a la lliga des de la temporada 1996-97, en la qual només va disputar 13 partits amb el West Ham United. El 16 de febrer de 2008, amb la victòria 3-1 sobre l'Huddersfield Town en la cinquena ronda de la FA Cup, va esdevenir el vuitè futbolista en marcar 100 gols amb el Chelsea. Després del final del partit, Lampard es va treure la samarreta, mostrant als aficionats del Chelsea altra en la qual es llegia: "They Are All For You!, Thanks!" (Anglès: Tot això és per vosaltres! Gràcies!). Lampard també va marcar 4 gols el 12 de març de 2008 a la victòria del Chelsea 6-1 sobre el Derby County. El 30 d'abril de 2008, de dol per la mort de la seva mare, va decidir disputar el partit de tornada de les semifinals de la Lliga de Campions davant el Liverpool, durant el qual va marcar un gol de penal en el primer temps. Al final el Chelsea va aconseguir classificar-se per la final gràcies a un marcador global de 4-3. A la final contra el Manchester United, va marcar el gol de l'empat al minut 45. No obstant això, la trobada es va perllongar fins a la tanda de penals, on el Manchester United sortiria com a campió. Més tard, Lampard va ser escollit el Millor Migcampista de la UEFA.
El 13 d'agost de 2008, Lampard va renovar el seu contracte amb el Chelsea fins al 2013, amb un salari de £ 39.200.000 anuals, sent el futbolista més ben pagat de la Premier League fins al moment. Va començar la temporada 2008 -09 marcant 5 gols en els seus 11 primers partits de lliga. També va marcar el seu centèsim gol a la Premier League en la victòria del Chelsea 5-0 sobre el Sunderland AFC el 2 de novembre de 2008 (18 dels 100 gols marcats van ser penals). Durant aquesta temporada, va marcar un gol amb un efecte globus amb el Hull City, Lampard va fer un xut globus de 20 metres que es va desviar i va enganyar el porter. Després del partit, Luiz Felipe Scolari va dir: "Va ser el millor gol que he vist, el meu vot per al Jugador Mundial de l'Any anirà a ell, només un jugador amb la seva intel·ligència podria haver fet això". Després d'una ratxa de partits sense marcar, Lampard va marcar 3 gols en un lapse de 2 dies. El primer va ser contra el West Bromwich Albion i el segon contra el Fulham FC. El 17 de gener de 2009, Lampard va disputar el seu partit número 400 amb el Chelsea en contra de Stoke City, marcant el gol que li va donar la victòria per 2-1. Davant el Wigan Athletic, va marcar un gol en temps afegit que significaria la victòria del Chelsea per 2-1. En la quarta ronda de la FA Cup, va marcar un gol de tir lliure de 35 metres davant de l'Ipswich Town. També va marcar 2 gols al Liverpool en el partit de tornada de quarts de final de la Lliga de Campions de la UEFA, ajudant que el seu equip aconseguís el pas a les semifinals per marcador global de 7-5, i també va proporcionar 2 assistències a gol en el següent partit contra l'Arsenal FC Va marcar 12 gols a la Premier League amb el Chelsea, i 20 gols en totes les competicions. El gol número 20 de la temporada va ser a la final de la FA Cup davant de l'Everton, on el Chelsea es va portar la victòria per 2-1. Aquesta va ser la quarta temporada consecutiva en què Lampard va marcar 20 gols o més. Més tard, va ser elegit per l'afició com el Millor Jugador del Chelsea per tercera vegada en la seva carrera. Finalitzada la temporada, l'entrenador del Manchester United, Alex Ferguson, va elogiar a Lampard, dient: «És un jugador excepcional. Una peça clau per al seu equip. Cada vegada que juga, viatja d'àrea a àrea sense problema i és molt difícil que es perdi un partit. Si un observa els jugadors que converteixen des del centre del camp, s'adona del seu nivell. Té una mitjana de vint gols per any. No hi ha dubte, Frank Lampard és un futbolista excepcional per a qualsevol equip».
El 9 d'agost de 2009 el Chelsea va disputar la Community Shield contra del Manchester United, on Lampard va marcar el gol que va posar momentàniament dalt el Chelsea per 2-1. No obstant això, la trobada va acabar en un empat a dos gols i es va perllongar fins a la tanda de penals, on el Chelsea es va imposar per 4-1, guanyant la quarta Community Shield de la seva història. El 18 d'agost de 2009, va marcar un gol de penal en la victòria del Chelsea per 3-1 sobre el Sunderland, arribant a un total de 132 gols marcats amb el Chelsea, aconseguint a Jimmy Greaves com el cinquè màxim golejador de l'equip, però no va ser sinó fins al 21 d'octubre de 2009 quan va aconseguir superar Greaves, després que va marcar el seu gol número 133 en la victòria del Chelsea per 4-0 sobre l'Atlètic de Madrid a la Lliga de Campions.
Lampard havia lluitat per aconseguir la mateixa quantitat de gols en una temporada que en anys anteriors, tenint un període de sequera a la lliga. No obstant això, la seva mala ratxa va desaparèixer en haver marcat 2 gols en una victòria per 5-0 sobre el Blackburn Rovers el 24 d'octubre de 2009. Sis dies després d'aquella victòria, Lampard va ser nominat a Jugador Mundial de la FIFA per sisena vegada consecutiva en la seva carrera. El 27 de febrer de 2010, Lampard va marcar un altre doblet davant el Manchester City, tot i que el Chelsea va ser derrotat per 4-2 a Stamford Bridge. Un mes després, Lampard va marcar 4 gols per segona vegada en la seva carrera, en la victòria del seu equip per 7-1 sobre l'Aston Villa, arribant novament a 20 gols en una temporada per cinquena vegada consecutiva. També va arribar a 151 gols amb el Chelsea, incloent 100 a la Premier League, superant a Peter Osgood com el tercer màxim golejador en la història del Chelsea.
El 25 d'abril de 2010, Lampard va marcar novament un doblet en una victòria per 7-0 sobre el Stoke City, arribant a 20 gols a la lliga ia 25 gols en total, sent la primera vegada que Lampard marca més de 21 gols en una temporada. El 9 de maig de 2010, en l'últim partit de la temporada 2009-10, Lampard va marcar el seu gol número 27 de la campanya en la victòria del Chelsea per 8-0 sobre el Wigan Athletic, guanyant el seu tercer títol de lliga en la seva carrera. El 15 de maig de 2010, Lampard va obtenir el seu tercer títol de FA Cup en la seva carrera, després que el Chelsea va derrotar el Portsmouth FC per 1-0 a la final, on va fallar un penal al minut 87 que hagués estat el 2-0 definitiu.
El 3 de juny de 2013 Frank Lampard va comunicar oficialment la seva marxa del Chelsea després de 13 temporades al club.

## Palmarès
West Ham United
- 1 Copa Intertoto: 1999.

Chelsea FC
- 1 UEFA Champions League: 2011-12.
- 1 UEFA Europa League: 2012-13.
- 3 FA Premier League: 2004-05, 2005-06, 2009-10.
- 4 FA Cup: 2006-07, 2008-09, 2009-10, 2011-12.
- 2 League Cup: 2004-05, 2006-07.
- 2 Community Shield: 2005, 2009.

## Selecció anglesa
Lampard va ser descobert per l'exentrenador de la selecció d'Anglaterra Sub-21 Peter Taylor, debutant amb aquesta el 13 de novembre de 1997 en una trobada amistosa contra Grècia. Des que va debutar amb la sub-21 el 1997 fins al seu últim partit disputat el 2000, va marcar 9 gols, sent superat només per Alan Shearer i Francis Jeffers, tots dos amb 13 gols.
Lampard va debutar amb la selecció d'Anglaterra absoluta el 10 d'octubre de 1999 a la victòria del seu equip per 2-1 sobre Bèlgica i va marcar el seu primer gol el 20 d'agost de 2003 en la trobada en què el seu equip va aconseguir la victòria davant Croàcia per 3-1. No obstant això, no va ser inclòs en els equips que van disputar l'Eurocopa 2000 i la Copa del Món de Futbol de 2002, pel que va haver d'esperar fins a l'Eurocopa 2004 per debutar amb la selecció en una competició internacional. En aquella Eurocopa, Anglaterra va arribar als quarts de final per enfrontar-se a Portugal, on Lampard va marcar en un empat a 2-2, sent eliminats a la tanda de penals. Més tard, Anglaterra va ser nomenada Equip del Torneig per la UEFA. Lampard va marcar 3 gols en 4 partits durant la competició. No va esdevenir titular habitual fins a la retirada de Paul Scholes de la selecció, sent triat el Millor Jugador d'Anglaterra el 2004 i 2005.
Tot i que Lampard va disputar tots els minuts amb Anglaterra a la Copa del Món de Futbol de 2006, no va marcar en cap ocasió. Va ser escridassat pels aficionats anglesos quan va entrar com a substitut en la segona meitat del partit entre Anglaterra i Estònia el 13 octubre 2007, corresponent a la classificació per l'Eurocopa 2008. Durant la classificació, només va marcar un gol en una derrota per 3-2 davant Croàcia, que va suposar la no classificació d'Anglaterra per a l'Eurocopa. Dos anys després, va marcar el seu primer gol després d'una sequera de dos anys, durant la victòria sobre Eslovàquia per 4-0, al març de 2009. En aquesta trobada també va donar una assistència de gol a Wayne Rooney. Aquest va ser el gol # 500 d'Anglaterra a l'Estadi de Wembley. El 9 de setembre de 2009, va aconseguir el seu primer doblet amb el seleccionat anglès quan van derrotar a Croàcia per 5-1 a Londres, assegurant la seva classificació per la Copa del Món de Futbol de 2010.
En un partit de la Copa del Món de Futbol de 2010 davant Alemanya, Lampard va marcar un gol que va rebotar al travesser i va depassar la línia de gol que, si hagués estat comptat com a vàlid, hagués significat el 2-2 en aquell moment. No obstant això, l'àrbitre Jorge Larrionda decidir anul·lar el gol, recordant el gol fantasma de Geoff Hurst davant Alemanya a la final de la Copa del Món de Futbol de 1966 que li va valer a Anglaterra l'obtenció del títol. A l'final, Anglaterra va ser derrotada per 4-1, sent eliminada de la competència. Durant el torneig, Lampard va aconseguir el rècord de 37 tirs a l'arc sense marcar en una copa del món, més que algun altre jugador anglès des de 1966.